# Earthshaker.jp/type A
『earthshaker.jp/type A』（アースシェイカー・ドット・ジェイピー・スラッシュ・タイプ・エー）は、EARTHSHAKERのセルフカバー・ベスト・アルバム。

## 概要
デビュー20周年記念してリリースされた2枚組新録ベスト・アルバムであり、ファンとメンバーが選んだ代表曲で構成されている。
「DISC 1」を〈+ side〉、「DISC 2」を〈- side〉と表記している。
〈- side〉には、〈+ side〉収録曲のカラオケ・ヴァージョン（minus Vocal）、ギター・ソロ抜きテイク（minus Guitar）を収録している。

## 収録曲

### 〈+ side〉
1. RADIO MAGIC
1984年のアルバム『MIDNIGHT FLIGHT』収録曲。
2. FUGITIVE
1984年のアルバム『FUGITIVE』収録曲。
3. ありがとう君に
1985年のアルバム『PASSION』収録曲。
4. 流れた赤い血はなぜ
1985年のアルバム『PASSION』収録曲。
5. マシンガン・マッシュルーム
2001年のアルバム『Birthday』収録曲。
6. LABYRINTH
1993年のアルバム『REAL』収録曲。
7. NATURAL HEART
1990年のアルバム『PRETTY GOOD!』収録曲。
8. 記憶の中
1984年のアルバム『FUGITIVE』収録曲。
9. MORE
1984年のアルバム『FUGITIVE』収録曲。
10. 絆
2000年のアルバム『MORE EARTHSHAKER IN VANCOUVER』収録曲。
11. TAKE MY HEART
1987年のミニ・アルバム『SHAKER'S SHAKIES』収録曲。
12. WALL
1983年のアルバム『EARTHSHAKER』収録曲。
13. 走り抜けた夜の数だけ
1989年のアルバム『TREACHERY』収録曲。
14. 家路
2001年のアルバム『Birthday』収録曲。

### 〈- side〉
1. RADIO MAGIC ＜minus Vocal＞
2. ありがとう君に ＜minus Vocal＞
3. 流れた赤い血はなぜ ＜minus Vocal＞
4. NATURAL HEART ＜minus Vocal＞
5. 記憶の中 ＜minus Vocal＞
6. MORE ＜minus Vocal＞
7. 絆 ＜minus Vocal＞
8. TAKE MY HEART ＜minus Vocal＞
9. 走り抜けた夜の数だけ ＜minus Vocal＞
10. 家路 ＜minus Vocal＞
11. FUGITIVE ＜minus Vocal&Guitar＞
12. RADIO MAGIC ＜minus Guitar＞
13. 流れた赤い血はなぜ ＜minus Guitar＞
14. MORE ＜minus Guitar＞
15. WALL ＜minus Guitar＞